# Luís Carlos Patraquim
Luís Carlos Patraquim (Lourenço Marques, 26 de março de 1953) é um poeta, autor teatral e jornalista moçambicano.
Refugiado na Suécia em 1973, regressa a Moçambique em 1975, onde vai trabalhar no jornal A Tribuna. Encerrado o jornal, integra o grupo fundador da Agência de Informação de Moçambique (AIM) sob a direção de Mia Couto.
De 1977 a 1986 trabalha no Instituto Nacional de Cinema de Moçambique (INC) como autor de roteiros e de argumentos e como redator do jornal cinematográfico Kuxa Kanema.
Em conjunto com Calane da Silva e Gulamo Khan, coordenou, entre 1984 e 1986, a Gazeta de Artes e Letras da revista Tempo.
Reside em Portugal desde 1986.
Colabora na imprensa moçambicana e portuguesa, em roteiros para cinema e escreve para teatro.
É coordenador redatorial da revista Lusografias.

## Obras
- Monção. Lisboa e Maputo. Edições 70 e Instituto Nacional do Livro e do Disco, 1980
- A inadiável viagem. Maputo, Associação dos Escritores Moçambicanos, 1985
- Vinte e tal novas formulações e uma elegia carnívora. Lisboa, ALAC, 1992. Prefácio de Ana Mafalda Leite

- Mariscando luas. Lisboa, Vega, 1992. ISBN 972-699-322-9 Com Chichorro (ilustrações) e Ana Mafalda Leite

- Lidemburgo blues. Lisboa, Editorial Caminho, 1997. ISBN 972-21-1144-2
- O osso côncavo e outros poemas (1980-2004). Lisboa, Editorial Caminho, 2005. ISBN 972-21-1674-6
- Antologia de poemas dos livros anteriores e poemas novos (Com um texto de Ana Mafalda Leite: O que sou de sobrepostas vozes)

- Pneuma Lisboa, Editorial Caminho, 2009
- A Canção de Zefanías Sforza (romance) Porto, Porto Editora, 2010
- Antologia Poética. Belo Horizonte, Editora UFMG, 2011. Coleção Poetas de Moçambique. ISBN 978-85-7041-910-1
- Antologia de poemas dos livros anteriores e poemas novos. Posfácio de Cíntia Machado de Campos Almeida : Incursões de um poeta 'nas veias em fúria da memória'
- Manual para Incendiários e Outras Crónicas, 2012.
- O cão na margem (poesia). São Paulo, Editora Kapulana, 2017. ISBN 978-85-68846-22-3. Prefácio de Cíntia Machado de Campos Almeida: Das margens: poesia, ainda.

## Peças de teatro
- Karingana
- Vim-te buscar
- D'abalada
- Tremores íntimos anónimos (com António Cabrita)

## Prémios
- Prémio Nacional de Poesia de Moçambique (1995)